# Archibald Robertson
Archibald Robertson (8 mai 1765 - 6 décembre 1835) est un peintre américain d'origine écossaise qui dirige la Columbian Academy of Painting à New York avec son frère Alexander. Connu pour ses portraits miniatures, il est invité à portraiturer George et Martha Washington peu après son arrivée aux États-Unis en provenance d'Écosse. Il réalise également des peintures de paysages à l'aquarelle et des gravures. Son livre Elements of the Graphic Arts est publié en 1802.

## Biographie

### Jeunesse et formation

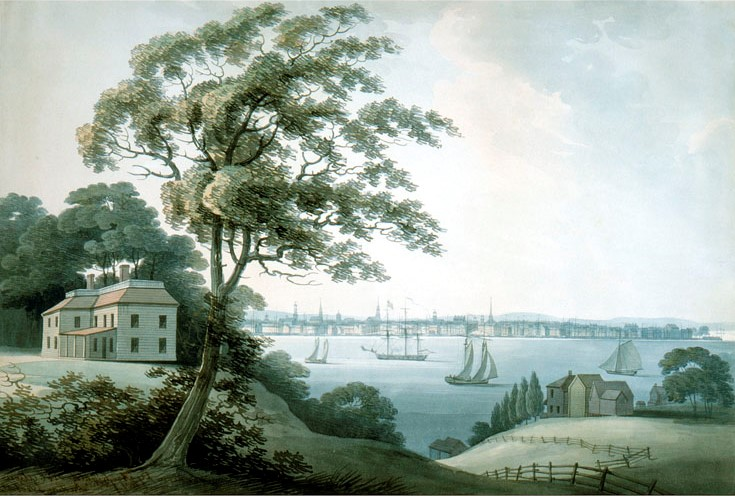
New York vue de Long Island, 1795.

Robertson est né à Monymusk, près d'Aberdeen, le 8 mai 1765. Il est le fils de Jean Ross et de Guillaume Robertson,, un dessinateur et un architecte. Il est l'aîné de trois frères artistes, dont Alexander et Andrew.
Robertson fréquente le Marischal College à Aberdeen de 1782 à 1786, où il étudie l'art. Il étudie ensuite à Édimbourg. En 1786 il commence ses études avec Joshua Reynolds et Benjamin West à Londres. Il étudie également l'art à la Royal Academy of Arts.

### Carrière
Robertson ouvre une école d'art et un atelier à Aberdeen, en Écosse, après sa formation à Londres,. Robertson est un peintre à succès de portraits et de miniatures. Il grave également, notamment des gravures topographiques. Archibald et Alexander collaborent sur des œuvres, comme les gravures.

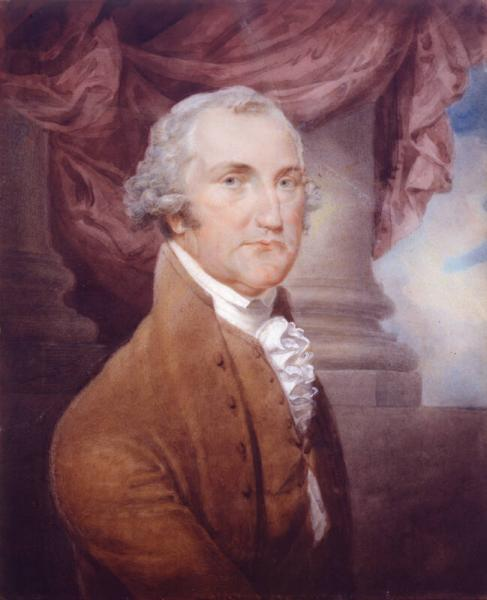
Portrait de George Washington (1791).

Archibald vient aux États-Unis en 1791 à l'invitation de plusieurs personnes fortunées pour enseigner l'art. On lui demande de peindre le portrait de George et Martha Washington.
Alexander rejoint son frère aux États-Unis à l'automne 1792. Ils fondent la Columbian Academy of Painting à New York sur William Street. C'est l'une des premières écoles d'art du pays. L'Académie colombienne d'art est rebaptisée Académie de peinture, qui continue à être dirigée par Archibald. Alexandre ouvre sa propre école d'art en 1802,.
Les deux frères Robertson sont des exposants actifs et impliqués dans la gestion de l'American Academy of the Fine Arts (AAFA) à New York,. Archibald s'y joint en 1817 et siège au conseil d'administration pendant 15 ans.
À New York, Archibald réalise des peintures de paysages à l'aquarelle de la vallée de la rivière Hudson et de New York. En 1802, il écrit le livre, Elements of Drawing, sur son approche systématisée du dessin pour les artistes amateurs. Son approche est inspirée par William Sawrey Gilpin.

## Vie privée

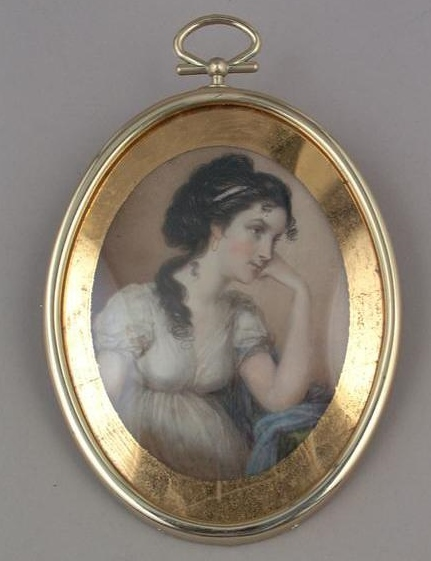
Archibald Robertson, Eliza Abramse Robertson, 1794, aquarelle sur ivoire.

Robertson rencontre Eliza Abramse aux États-Unis et l'épouse en décembre 1794 et fait plusieurs portraits d'elle. Il lui enseigne à peindre à l'aquarelle et son travail est exposé à l'American Academy of Fine Arts. Ils ont un fils, Anthony Lispenard Robertson, qui est avocat et devient juge en chef. Il est le quatrième fils de nombreux enfants du couple.
Roberson meurt le 6 décembre 1835. Il est enterré au cimetière Green-Wood à Brooklyn, New York.